# Жайте, Муаммаду
Муаммаду Жайте (фр. Mouhammadou Einstein Jaiteh; род. 27 ноября 1994, Пантин, Франция) — французский профессиональный баскетболист, играющий на позиции центрового.

## Карьера
В детстве Муаммаду занимался футболом и один из его друзей долго пытался переманить Жайте в баскетбол. Позже Муаммаду посетил баскетбольный матч 4 дивизиона чемпионата Франции и ему понравился этот вид спорта. После окончания игры Жайте остался в зале и около часа бросал мяч в корзину двумя руками. На следующий день он подошёл к своему футбольному тренеру и признался, что уходит из футбола, потому что хочет заниматься баскетболом.
Жайте попал под пристальное внимание скаутов НБА после яркого выступления на Чемпионатах Европы среди юношей (до 18 лет) в 2011 и 2012 годах. Ему предлагали стипендию несколько колледжей из NCAA (Коннектикут, Вашингтон, Гонзага, Вирджиния Тек), но Муаммаду решил остаться во Франции и подписал 2-летний контракт с СОМБ. В сезоне 2012/2013 Муаммаду набрал 16,2 очка и 9,7 подбора за матч во втором дивизионе чемпионата Франции, став его MVP и самым прогрессирующим игроком.
Перед драфтом НБА 2013 года Жайте принял участие в Nike Hoop Summit, прошёл просмотры в 6 командах лиги, но не хотел участвовать в драфте без гарантии выбора в первом раунде. Муаммаду снялся с драфта, вернулся во Францию и подписал контракт с «Нантером 92», где мог бы получить игровое время и пространство для роста. Жайте провёл в «Нантере» 3 сезона: он успел поиграть в элитном дивизионе чемпионата Франции, дебютировать в Евролиге и Еврокубке, в сезоне 2014/2015 выиграть Кубок вызова ФИБА, выставиться и сняться с драфта НБА в 2014 году, а в 2015 его на драфте не выбрали.
В сезоне 2018/2019 Жайте выступал за итальянский клуб «Ауксилиум Торино» со средними показателями 10,9 очка, 7,0 подбора и 1,1 передачи за игру.
В июле 2019 года Жайте перешёл в «Автодор». В 18 матчах Единой лиги ВТБ Муаммаду набирал в среднем 13,4 очка и вошёл в тройку лучших игроков турнира по подборам (в среднем 9,9 за игру), эффективности (19,6), проценту попаданий с игры (66 %), а также стал 4-м в Лиге по блок-шотам (0,9 за матч).
В июне 2020 года Жайте стал игроком «Газиантепа». В 28 матчах чемпионата Турции Муаммаду набирал в среднем 16,1 очка и 10,8 подбора.
В июле 2021 Жайте подписал контракт с «Виртусом» (Болонья). В составе команды Муаммаду стал обладателем Суперкубка Италии. В Еврокубке Жайте стал победителем турнира и включён в первую символическую пятёрку, а также был признан «Самым ценным игроком» Еврокубка по итогам регулярного сезона, 1/4 финала плей-офф и 14 раунда регулярного сезона.

## Сборная Франции
В 2015 году в составе сборной Франции Жайте стал бронзовым призёром чемпионата Европы.

## Личная жизнь
Родители Муаммаду — уроженцы Африки, но много лет назад перебрались во Францию. Отец — выходец из Сенегала, мать — из Гамбии.

## Достижения
Клубные 
- Обладатель Еврокубка: 2021/2022
- Обладатель Кубка вызова ФИБА: 2014/2015
- Серебряный призёр чемпионата Италии: 2021/2022
- Серебряный призёр чемпионата Франции: 2016/2017
- Обладатель Кубка Франции: 2013/2014
- Обладатель Суперкубка Италии: 2021

 Сборная Франции 
- Бронзовый призёр чемпионата Европы: 2015